# شاهزاده سانه‌هیتو

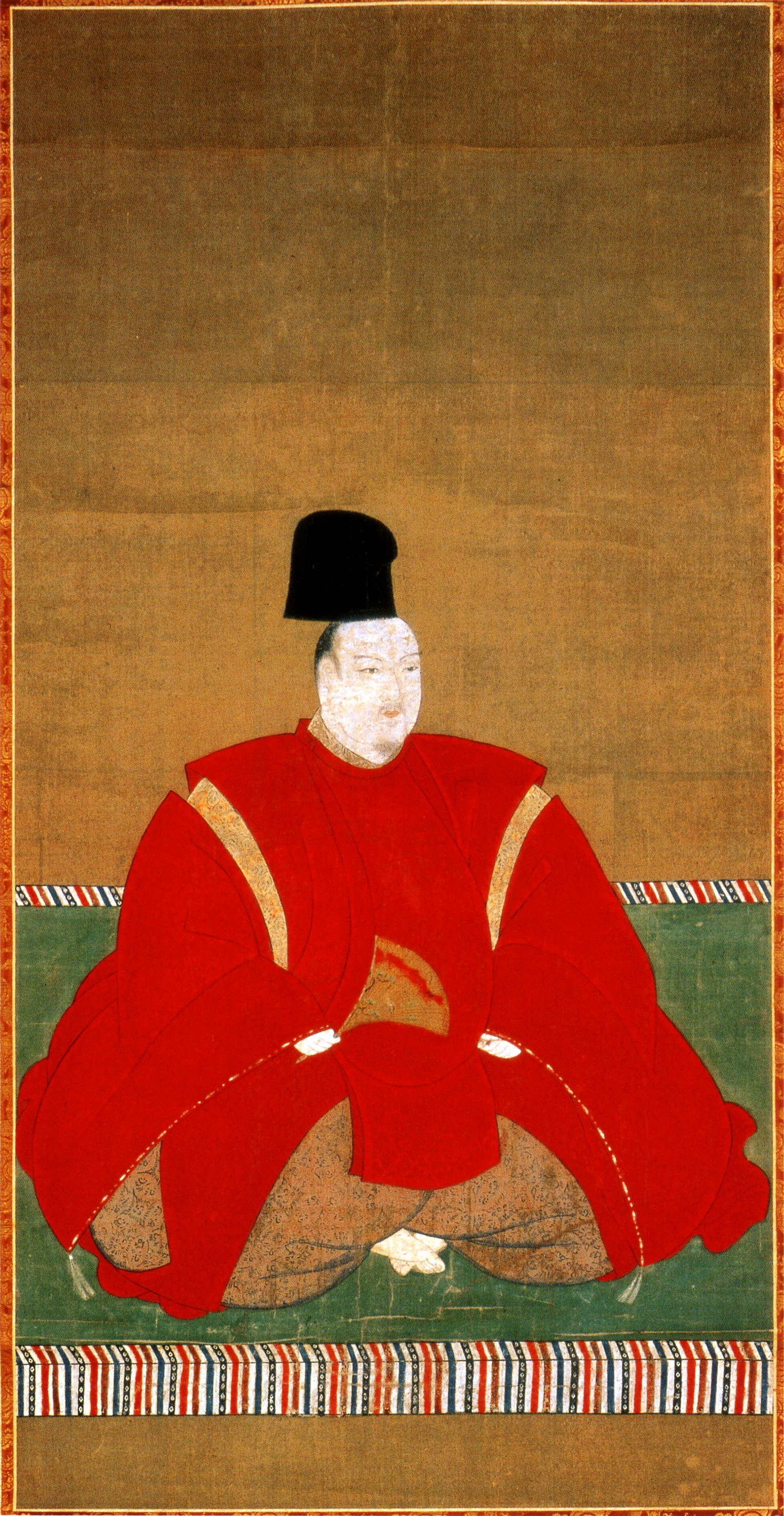
شاهزاده سانه‌هیتو

شاهزاده سانه‌هیتو انگلیسی: Prince Masahito یا شاهزاده ماساهیتو (به ژاپنی: 誠仁親王 Masahito-shinnō) (۱۵۵۲–۱۵۸۶) بزرگترین پسر امپراتور اوگیماچی بود و در دوره سنگوکو زندگی می‌کرد. شاهزاده ماساهیتو قبل از پدر درگذشت. پس از مرگ امپراتور اوگیماچی، بزرگترین پسر شاهزاده سانه‌هیتو بنام امپراتور گو-یوزی به امپراتوری رسید.